# Sarima pallizona
Sarima pallizona är en insektsart som beskrevs av Matsumura 1938. Sarima pallizona ingår i släktet Sarima och familjen sköldstritar. Inga underarter finns listade i Catalogue of Life.